# Doppl (Gemeinde Altenfelden)
Doppl ist eine Ortschaft der Gemeinde Altenfelden in Oberösterreich (Bezirk Rohrbach). Die Ortschaft wurde 2001 von 19 Personen bewohnt.

## Geographie
Doppl ist ein Weiler der Gemeinde Altenfelden im Tal der Kleinen Mühl. Die Ortschaft liegt direkt an der Kleinen Mühl bzw. an der Obermühler Landesstraße (L 585) und ist vom Hauptort Altenfelden über die von der Rohrbacher Straße (B 127) abzweigende Tannberg Landesstraße (L 584) sowie die Ortschaft Tannberg (Gemeinde Hörbich) erreichbar. Doppl liegt dabei rund 3 Kilometer nordwestlich des Ortszentrums von Altenfelden. Benachbarte Orte sind neben Tannberg im Osten die Ortschaften Hühnergeschrei im Norden, Wollmannsberg im Süden und Godersdorf im Westen. Die Ortschaft selbst besteht aus zwei Häusergruppen, die nördlich bzw. südlich der über die Mühl führenden Brücke der Tannberg Landesstraße liegen.

## Bauwerke
In Doppl befinden sich ein Dreiseithof aus der zweiten Hälfte des 19. Jahrhunderts (Doppl Nr. 8) und ein Gasthaus mit Mühle und schlichtem Arbeiterwohnhaus aus dem Ende des 19. Jahrhunderts (Doppl Nr. 5 bzw. 9). Das ein- bis zweigeschoßige Gasthaus verfügt über ein Satteldach und Biedermeierfenstergitter und ist mit der Jahreszahl 1879 bezeichnet. Das zweigeschoßige Nebengebäude an der Kleinen Mühl ist mit der Jahreszahl 1890 bezeichnet.

## Geschichte
Im Jahr 1938 bestand hier eine Pappefabrik und ein Lager, in dem jüdische Auswanderer auf ihr Leben in Palästina vorbereitet werden sollten. Tatsächlich wurde der Großteil der als Zwangsarbeiter eingesetzten Juden deportiert.